# さいたま市立土呂中学校
さいたま市立土呂中学校（さいたましりつ とろちゅうがっこう）は、埼玉県さいたま市北区見沼三丁目にある公立中学校。

## シンボル
校章は開校当時の生徒のそれぞれデザインしたものから選出された。校歌は山崎馨作詞、織田英子作曲で、従来の校歌のイメージからかけ離れた現代的な曲。

## 沿革
- 1996年（平成8年） - 大砂土中・植竹中・泰平中より分離して、大宮市立土呂中学校開校。11月18日に落成記念式典を行い、校歌・校章・校旗制定、開校記念日とする。校舎敷地はかつての見沼にあたる。
- 1997年（平成9年） - テニスコート北側・運動場西側植栽（彩の国森づくり事業）。学校ビオトープ完成。見沼ライオンズクラブによる桜の植栽。
- 2001年（平成13年） - 浦和市、大宮市、与野市の合併によってさいたま市が成立したことに伴い、さいたま市立土呂中学校に改称。
- 2004年（平成16年） - 給食室完成。
- 2005年（平成17年） - 創立10周年記念行事。
- 2007年（平成19年） - 第24回NHK杯全国中学校放送コンテストにて文部科学大臣賞・最優秀賞・NHK会長賞受賞
- 2009年（平成21年） - 第9回東日本学校吹奏楽大会にて銀賞受賞
- 2010年（平成22年） - 教諭が生徒に体罰したことが発覚。さいたま市教育委員会は教諭を戒告処分にし、教諭は同日付で退職届が受理され、依願退職した。

## 著名な出身者
- 小林俊（俳優、ファッションモデル）